# Padus schuebeleri
Padus schuebeleri là loài thực vật có hoa trong họ Hoa hồng. Loài này được (Orlova) Czerep. mô tả khoa học đầu tiên năm 1981.